# Столыпино (Тверская область)
Столыпино — деревня в Ржевском районе Тверской области. Входит в состав сельского поселения «Успенское».

## География
Расположена в 50 километрах к востоку от районного центра Ржев, на левом берегу Волги.

## Топоним
На территории соседнего Зубцовского района есть ещё две деревни с похожими названиями. Столипино (Столипинское сельское поселение) за Волгой и Столипино на подступах к городу Зубцов.

## История
Впервые упоминается на картах 1825 года. По сведениям от 1859 года — деревня на территории Зубцовского уезда, при колодцах. В деревне 9 дворов, 42 жителя мужского пола,58 жителей женского пола.

## Население
| 2008 | 2010 |
| ---- | ---- |
| 2    | ↘1   |

## Инфраструктура
Личное подсобное хозяйство.

## Транспорт
Просёлочные дороги.